# Przedsiębiorstwo Projektowania i Budowy Prototypów J. i J. Kwiatkowski
Przedsiębiorstwo Projektowania i Budowy Prototypów J. i J. Kwiatkowski war ein polnischer Hersteller von Automobilen.

## Unternehmensgeschichte
Jerzy Kwiatkowski, der vorher bei Pro-Car Engineering tätig war, gründete 1996 das Unternehmen in Kattowitz. Er begann 1997 mit der Produktion von Automobilen und Kit Cars. Der Markenname lautete JAK. 2011 endete die Vermarktung.

## Fahrzeuge
Das erste Modell Nestor war eine Weiterentwicklung des Pirat von Pro-Car Engineering. Der offene Zweisitzer hatte eine Karosserie aus Aluminium im Stile der 1930er Jahre. Ein Vierzylindermotor von Fiat mit 16 Ventilen und 1800 cm³ Hubraum sorgte ab 2002 für den Antrieb. 1997 wurde das größere Modell Majestic vorgestellt. Die viertürige Karosserie bot Platz für fünf Personen.

## Vertrieb in Deutschland
Petra Fahrzeuge AG aus Rüthen vertrieb den Roadster eine Zeit lang in Deutschland.

## Produktionszahlen
Bis 1999 entstanden etwa 30 Fahrzeuge. 2004 wurden 13 Fahrzeuge und 33 Bausätze gefertigt.